# Arctocebus
Arctocebus là một chi động vật có vú trong họ Lorisidae, bộ Linh trưởng. Chi này được Gray miêu tả năm 1863. Loài điển hình của chi này là Perodicticus calabarensis J. A. Smith, 1860.

## Phân bố
Arctocebus sống ở vùng nhiệt đới châu Phi và dải phân bố còn bao gồm cả Nigeria, Cameroon phía bắc của Cộng hòa Dân chủ Congo.

## Các loài
Chi này gồm các loài:
- Chi Arctocebus
  - Arctocebus calabarensis
  - Arctocebus aureus